# استفن گیل
استفن گیل (انگلیسی: Stephen Gill؛ زادهٔ ۱۹۵۰) استاد علوم سیاسی در دانشگاه یورک در تورنتو است. او به عنوان یکی از پیشروان مکتب نئوگرامشیانی در روابط بین‌الملل شناخته می‌شود. او با بازخوانی ماتریالیسم تاریخی، از مفاهیمی چون هژمونی فرهنگی، و بلوک‌های تاریخی، روشنفکری ارگانیک و جامعهٔ مدنی برای توضیح روابط بین‌الملل استفاده می‌کند.